# Саудовский риял
Саудовский рия́л или риа́л (араб. ريال سعودي‎) — денежная единица Королевства Саудовской Аравии. Один риял равен 20 кершам (курушам) или 100 халалам.
В обращении находятся монеты номиналом: 1, 5, 10, 25, 50, 100 халал, 1, 2 рияла и банкноты в 5, 10, 50, 100, 500 риялов. Новый выпуск произошёл в 2016 году.

## Монеты
До 1928 года в обращении были талеры Марии Терезии и английские золотые соверены. Серебряный риял чеканился с 1928 года (19,96 г чистого серебра), а с 1936 года содержание серебра в рияле равнялось 10,69 г. До 1960 года риял делился на 22, позднее — на 20 кершей. С 22 октября 1952 года стала выпускаться национальная золотая монета Саудовской Аравии — саудовский соверен, равный по золотому содержанию английскому соверену (7,98805 г золота). В настоящий момент (декабрь 2009 года) монеты в повседневной жизни используются мало — общая сумма покупки на кассах в магазинах округляется до рияла.

## Банкноты
Первые саудовские банкноты были выпущены в 1952 году номиналом 10 риялов в качестве поступления паломникам. Позже в обращение вышли банкноты номиналами 1 и 5 риялов. В последующие годы было проведено пять эмиссий. На каждой новой купюре изображен новоизбранный король государства.

### Первые банкноты
| Серия 1953—1956 года                            | Серия 1953—1956 года | Серия 1953—1956 года | Серия 1953—1956 года | Серия 1953—1956 года | Серия 1953—1956 года   | Серия 1953—1956 года                                                                               | Серия 1953—1956 года             | Серия 1953—1956 года |
| Изображения                                     | Изображения          | Номинал (риялов)     | Размеры (мм)         | Основные цвета       | Описание               | Описание                                                                                           | Описание                         | Годы выпуска         |
| Лицевая сторона                                 | Оборотная сторона    | Номинал (риялов)     | Размеры (мм)         | Основные цвета       | Лицевая сторона        | Оборотная сторона                                                                                  | Водяной знак                     | Годы выпуска         |
| ----------------------------------------------- | -------------------- | -------------------- | -------------------- | -------------------- | ---------------------- | -------------------------------------------------------------------------------------------------- | -------------------------------- | -------------------- |
|                                                 |                      | 1                    | 127×72               | коричневый красный   | Шлюз Суэцкого канала   | Герб Саудовской Аравии                                                                             | Монограмма «Haj Pilgrim Receipt» | 1956                 |
|                                                 |                      | 5                    | 156×66               | синий                | Дау                    | Герб Саудовской Аравии                                                                             | Монограмма «Haj Pilgrim Receipt» | 1954                 |
|                                                 |                      | 10                   | 138×66               | зелёный              | Герб Саудовской Аравии | Информация о золотом обеспечении купюры на арабском, урду, персидском, турецком и малайском языках | Монограмма «Haj Pilgrim Receipt» | 1953                 |
|                                                 |                      | 10                   | 173×78               | зелёный              | дау                    | Герб Саудовской Аравии, номинал                                                                    | Монограмма «Haj Pilgrim Receipt» | 1954                 |
| Масштаб изображений — 1,0 пикселя на миллиметр. |                      |                      |                      |                      |                        | |                                  |                      |

### Серия 1961 года
| Серия 1961 года                                 | Серия 1961 года   | Серия 1961 года  | Серия 1961 года | Серия 1961 года | Серия 1961 года                           | Серия 1961 года        | Серия 1961 года        | Серия 1961 года | Серия 1961 года |
| Изображения                                     | Изображения       | Номинал (риялов) | Размеры (мм)    | Основные цвета  | Описание                                  | Описание               | Описание               | Дата            | Дата            |
| Лицевая сторона                                 | Оборотная сторона | Номинал (риялов) | Размеры (мм)    | Основные цвета  | Лицевая сторона                           | Оборотная сторона      | Водяной знак           | введения        | изъятия         |
| ----------------------------------------------- | ----------------- | ---------------- | --------------- | --------------- | ----------------------------------------- | ---------------------- | ---------------------- | --------------- | --------------- |
|                                                 |                   | 1                | 128×62          | коричневый      | Гора Арафат                               | Герб Саудовской Аравии | Герб Саудовской Аравии | 15 июня 1961    | 24 июня 1971    |
|                                                 |                   | 5                | 157×66          | синий           | Крепость Масмак                           | Герб Саудовской Аравии | Герб Саудовской Аравии | 15 июня 1961    | 24 июня 1971    |
|                                                 |                   | 10               | 165×70          | зелёный         | Порт Джидды с двумя дау                   | Герб Саудовской Аравии | Герб Саудовской Аравии | 15 июня 1961    | 24 июня 1971    |
|                                                 |                   | 50               | 170×78          | розовый         | Нефтяная вышка                            | Герб Саудовской Аравии | Герб Саудовской Аравии | 15 июня 1961    | 24 июня 1971    |
|                                                 |                   | 100              | 176×86          | красный         | Площадь перед Меджлисом Саудовской Аравии | Герб Саудовской Аравии | Герб Саудовской Аравии | 15 июня 1961    | 24 июня 1971    |
| Масштаб изображений — 1,0 пикселя на миллиметр. |                   |                  |                 |                 |                                           |                        |                        |                 |                 |

### Серия 1966 года
| Серия 1966 года                                 | Серия 1966 года   | Серия 1966 года  | Серия 1966 года | Серия 1966 года | Серия 1966 года                       | Серия 1966 года        | Серия 1966 года        | Серия 1966 года |
| Изображения                                     | Изображения       | Номинал (риялов) | Размеры (мм)    | Основные цвета  | Описание                              | Описание               | Описание               | Годы выпуска    |
| Лицевая сторона                                 | Оборотная сторона | Номинал (риялов) | Размеры (мм)    | Основные цвета  | Лицевая сторона                       | Оборотная сторона      | Водяной знак           | Годы выпуска    |
| ----------------------------------------------- | ----------------- | ---------------- | --------------- | --------------- | ------------------------------------- | ---------------------- | ---------------------- | --------------- |
|                                                 |                   | 1                | 128×62          | фиолетовый      | Здание МИД Саудовской Аравии в Джидде | Герб Саудовской Аравии | Герб Саудовской Аравии | 1966            |
|                                                 |                   | 5                | 146×66          | зелёный         | Аэропорт в Даммаме                    | Морской порт в Даммаме | Герб Саудовской Аравии | 1966            |
|                                                 |                   | 10               | 158×70          | серый           | Мечеть Аль-Харам                      | Колоннада возле мечети | Герб Саудовской Аравии | 1966            |
|                                                 |                   | 50               | 170×78          | коричневый      | Герб Саудовской Аравии                | Финиковая ферма        | Герб Саудовской Аравии | 1966            |
|                                                 |                   | 100              | 176×82          | красный         | Королевский дворец                    | Нефтяная индустрия     | Герб Саудовской Аравии | 1966            |
| Масштаб изображений — 1,0 пикселя на миллиметр. |                   |                  |                 |                 |                                       |                        |                        |                 |

### ЭпохаФейсала
| Серия 1976 года                                 | Серия 1976 года   | Серия 1976 года  | Серия 1976 года | Серия 1976 года           | Серия 1976 года                                | Серия 1976 года                                | Серия 1976 года  | Серия 1976 года |
| Изображения                                     | Изображения       | Номинал (риялов) | Размеры (мм)    | Основные цвета            | Описание                                       | Описание                                       | Описание         | Годы выпуска    |
| Лицевая сторона                                 | Оборотная сторона | Номинал (риялов) | Размеры (мм)    | Основные цвета            | Лицевая сторона                                | Оборотная сторона                              | Водяной знак     | Годы выпуска    |
| ----------------------------------------------- | ----------------- | ---------------- | --------------- | ------------------------- | ---------------------------------------------- | ---------------------------------------------- | ---------------- | --------------- |
|                                                 |                   | 1                | 130×65          | коричневый                | портрет короля Фейсала II, гора Джабал аль-Нор | Lockheed L-1011 TriStar над аэропортом Дахрана | Король Фейсал II | 1977            |
|                                                 |                   | 5                | 152×70          | зелёный                   | портрет короля Фейсала II, оросительный канал  | плотина ГЭС в Джизане                          | Король Фейсал II | 1977            |
|                                                 |                   | 10               | 164×74          | красно- фиолетовый        | портрет короля Фейсала II, нефтяная платформа  | нефтеперерабатывающий завод                    | Король Фейсал II | 1977            |
|                                                 |                   | 50               | 176×76          | тёмно-зелёный, коричневый | портрет короля Фейсала II, Масджид ан-Набави   | Масджид ан-Набави                              | Король Фейсал II | 1976            |
|                                                 |                   | 100              | 182×86          | синий                     | портрет короля Абдул Азиза, мечеть Аль-Харам   | мечеть Аль-Харам                               | Король Фейсал II | 1976            |
| Масштаб изображений — 1,0 пикселя на миллиметр. |                   |                  |                 |                           |                                                |                                                |                  |                 |

### ЭпохаФахда
| Серия 1983—1984 года                            | Серия 1983—1984 года | Серия 1983—1984 года | Серия 1983—1984 года | Серия 1983—1984 года | Серия 1983—1984 года                        | Серия 1983—1984 года         | Серия 1983—1984 года  | Серия 1983—1984 года |
| Изображения                                     | Изображения          | Номинал (риялов)     | Размеры (мм)         | Основные цвета       | Описание                                    | Описание                     | Описание              | Годы выпуска         |
| Лицевая сторона                                 | Оборотная сторона    | Номинал (риялов)     | Размеры (мм)         | Основные цвета       | Лицевая сторона                             | Оборотная сторона            | Водяной знак          | Годы выпуска         |
| ----------------------------------------------- | -------------------- | -------------------- | -------------------- | -------------------- | ------------------------------------------- | ---------------------------- | --------------------- | -------------------- |
|                                                 |                      | 1                    | 134×62               | бежевый              | Фахд и древняя монета                       | Цветы                        | Король Абдель-Азиз II | 1984                 |
|                                                 |                      | 5                    | 145×66               | лиловый              | Фахд на фоне дау                            | Нефтеперерабатывающий завод  | Король Абдель-Азиз II | 1983                 |
|                                                 |                      | 10                   | 150×68               | оранжевый            | Фахд на фоне крепости                       | Пальмы                       | Король Абдель-Азиз II | 1983                 |
|                                                 |                      | 20                   | 152×70               | жёлтый, зелёный      | Король Абдель Азиз, мечеть Куба (Медина)    | Джабаль аль-Нур              | Король Абдель-Азиз II | 1999                 |
|                                                 |                      | 50                   | 155×70               | зелёный              | Фахд, слева — Купол Скалы                   | Мечеть Аль-Акса              | Король Абдель-Азиз II | 1983                 |
|                                                 |                      | 100                  | 160×72               | голубой, бежевый     | Фахд на фоне части мечети пророка Мухаммеда | Мечеть пророка Мухаммеда     | Король Абдель-Азиз II | 1984                 |
|                                                 |                      | 200                  | 163×74               | жёлтый, зелёный      | Король Абдель Азиз, мечеть Куба (Медина)    | Дворец Аль-Масмак в Эр-Рияде | Король Абдель-Азиз II | 1999                 |
|                                                 |                      | 500                  | 166×74               | фиолетовый           | Король Абдель Азиз, Кааба                   | Мечеть Аль-Харам             | Король Абдель-Азиз II | 1983                 |
| Масштаб изображений — 1,0 пикселя на миллиметр. |                      |                      |                      |                      |                                             |                              |                       |                      |

### ЭпохаАбдаллы
В мае 2007 года Саудовская Аравия проводит новую денежную эмиссию. В обращение выходят банкноты номиналом 1, 5, 10, 50, 100 и 500 риялов. На денежных банкнотах был помещён портрет короля Абдаллы. Однако прежняя банкнота номиналом 500 риялов осталась неизменной. Старые бумажные ассигнации изымались из обращения по мере введения новых денег.
| Серия 2007 года | Серия 2007 года | Серия 2007 года  | Серия 2007 года | Серия 2007 года | Серия 2007 года                                                         | Серия 2007 года                               | Серия 2007 года         | Серия 2007 года |
| Изображение     | Изображение     | Номинал (риялов) | Размеры (мм)    | Основные цвета  | Описание                                                                | Описание                                      | Водяной знак            | Дата выпуска    |
| Аверс           | Реверс          | Номинал (риялов) | Размеры (мм)    | Основные цвета  | Аверс                                                                   | Реверс                                        | Водяной знак            | Дата выпуска    |
| --------------- | --------------- | ---------------- | --------------- | --------------- | ----------------------------------------------------------------------- | --------------------------------------------- | ----------------------- | --------------- |
|                 |                 | 1                | 133×63          | светло-зелёный  | Золотой динар VII века; Абдалла ибн Абдул-Азиз Аль Сауд                 | Здание центрального банка                     | Король Абдалла, номинал | 31 декабря 2007 |
|                 |                 | 5                | 145×66          | фиолетовый      | Нефтеперабатывающий завод; Абдалла ибн Абдул-Азиз Аль Сауд              | Танкер и нефтяной терминал порта Эль-Джубайль | Король Абдалла, номинал | июль 2007       |
|                 |                 | 10               | 150×68          | коричневый      | Королевский дворец Аль-Мораба; Абдалла ибн Абдул-Азиз Аль Сауд          | Исторический центр Абдул-Азиза                | Король Абдалла, номинал | июль 2007       |
|                 |                 | 50               | 155×70          | тёмно-зелёный   | Купол скалы в Иерусалиме; Абдалла ибн Абдул-Азиз Аль Сауд               | Мечеть Аль-Акса в Иерусалиме                  | Король Абдалла, номинал | 21 мая 2007     |
|                 |                 | 100              | 160×72          | красный         | Зелёный купол мечети Масджид ан-Набави; Абдалла ибн Абдул-Азиз Аль Сауд | Мечеть Масджид ан-Набави                      | Король Абдалла, номинал | 21 мая 2007     |
|                 |                 | 500              | 166×74          | голубой         | Кааба в Мекке; Абдул-Азиз ибн Абдуррахман Аль Сауд                      | Мечеть Аль-Харам в Мекке                      | Король Абдалла, номинал | сентябрь 2007   |

### ЭпохаСалмана
26 декабря 2016 года Саудовский центральный банк выпустил новую серию банкнот с изображением короля Салмана ибн Абдул-Азиза Аль Сауда. Номиналы банкнот идентичные номиналам серии 2007 года, за исключением отсутствия купюры номиналом 1 риял. На банкноте номиналом 500 риялов изображен основатель Саудовской Аравии Абдул-Азиз ибн Абдуррахман Аль Сауд. 4 октября 2020 была выпущена первая полимерная банкнота номиналом 5 риялов, а также 20 риялов, посвященная странам-участницам G20. 25 апреля 2021 года в ознаменование пятой годовщины запуска программы Vision 2030 была выпущена купюра в 200 риялов.
| Серия 2016 года | Серия 2016 года | Серия 2016 года  | Серия 2016 года | Серия 2016 года | Серия 2016 года                                                   | Серия 2016 года                                 | Серия 2016 года            | Серия 2016 года |
| Изображение     | Изображение     | Номинал (риялов) | Размеры (мм)    | Основные цвета  | Описание                                                          | Описание                                        | Водяной знак               | Дата выпуска    |
| Аверс           | Реверс          | Номинал (риялов) | Размеры (мм)    | Основные цвета  | Аверс                                                             | Реверс                                          | Водяной знак               | Дата выпуска    |
| --------------- | --------------- | ---------------- | --------------- | --------------- | ----------------------------------------------------------------- | ----------------------------------------------- | -------------------------- | --------------- |
|                 |                 | 5                | 145×66          | фиолетовый      | Нефтеперерабатывающий завод в пустыне Руб-эль-Хали; Король Салман | Цветы                                           | Король Салман, номинал     | 26 декабря 2016 |
|                 |                 | 5 (полимер)      | 145×66          | фиолетовый      | Нефтеперерабатывающий завод в пустыне Руб-эль-Хали; Король Салман | Цветы                                           | Герб Саудовской Аравии     | 26 октября 2020 |
|                 |                 | 5 (полимер)      | 145×66          | фиолетовый      | Нефтеперерабатывающий завод в пустыне Руб-эль-Хали; Король Салман | Цветы                                           | Герб Саудовской Аравии     | 2024            |
|                 |                 | 10               | 150×68          | коричневый      | Крепость; Король Салман                                           | Панорама Эр-Рияда                               | Король Салман, номинал     | 26 декабря 2016 |
|                 |                 | 20               | 152×70          | оливковый       | Король Салман                                                     | Карта мира со странами-участницами G20          | Король Салман, номинал     | 4 октября 2020  |
|                 |                 | 50               | 155×70          | зелёный         | Купол Скалы в Иерусалиме; Король Салман                           | Мечеть Аль-Акса, Иерусалим                      | Король Салман, номинал     | 26 декабря 2016 |
|                 |                 | 100              | 160×72          | красный         | Зелёный купол мечети Масджид ан-Набави, Медина; Король Салман     | Мечать Масджид ан-Набави                        | Король Салман, номинал     | 26 декабря 2016 |
|                 |                 | 200              | 160×74          | серый           | Король Абдул-Азиз                                                 | Правительственное здание Каср аль-Хукм, Эр-Рияд | Король Абдул-Азиз, номинал | 25 апреля 2021  |
|                 |                 | 500              | 166×74          | голубой         | Кааба, Meккa; король Абдул-Азиз                                   | Мечеть Аль-Харам, Мекка                         | Король Абдул-Азиз, номинал | 26 декабря 2016 |

## Режим валютного курса
Для поддержания курса национальной валюты Саудовская Аравия использует режим Валютного совета, при котором курс рияла привязан к доллару США в соотношении 3,75:1. Обменные курсы в банках отличаются от официального очень незначительно: 3,74 покупка и около 3,77 продажа. В сентябре 2007 года было объявлено, что страна намерена отказаться от привязки своей валюты к доллару. Впоследствии этого не произошло.